# Зелені!
Зелені! (нід. Groen!) — бельгійська фламандська зелена політична партія. Партія була створена у 1982 році під назвою Агалев. Партія праці має 5 місць із 150 у Палаті представників Федерального парламенту Бельгії. Партія входить до Європейської партії зелених.

## Історія
Суспільно-політичний рух Агалев (Anders Gaan Leven — почати жити по іншому) було створено у 1970-х роках єзуїтом Люком Верстейленом. Цей рух поєднував прогресивний католицизм з охороною довкілля. На виборах 1974 і 1976 років Агалев підтримує кілька кандидатів з традиційних партій, проте вони незабаром відмовилися від обіцянок, які вони зробили. Після цього в Агалев розпочалася дискусія про необхідність створення власної політичної партії. Агалев взяв участь у виборах 1981 року та отримав 4% голосів і два місця в Палаті представників. У 1982 році було зареєстровано політичну партію Агалев.
У 1980-ті та 1990-ті роки партія отримувала представництво у парламенті. Після парламентських виборів 1999 року партія ввійшла до урядової коаліції, в якій вона перебувала до поразки на виборах у 2003 році.
2003 року було проведено реорганізацію партії і змінено назву на Зелені!. На парламентських виборах 2007 року партія повернулася до парламенту, отримавши 4 місця у Палаті представників.